# Kenneth Koch
Jay Kenneth Koch (Cincinnati, 27 febbraio 1925 – New York, 6 luglio 2002) è stato un poeta, sceneggiatore e romanziere statunitense.

## Biografia
Il suo cognome Koch si pronuncia coke. Kenneth apparteneva alla cosiddetta "Scuola di New York" (gruppo informale di alcune importanti persone americane). Prese parte alla seconda guerra mondiale, dopo di che sì laureo all'Università di Harvard nel 1948, vincendo anche il prestigioso premio Glascock Prize e infine si trasferì a New York per studiare dottorato all'Columbia University.
Ha inoltre scritto alcune opere di teatro e anche ha insegnato poesia alla Columbia University, dove ha tenuto le lezioni per più di quarant'anni. 
Tra i suoi allievi vi furono Ron Padgett, David Shapiro, Frank Lima, Alan Feldman, David Lehman, Jordan Davis, Jessy Randall, David Baratier, Loren Goodman e Carson Cistulli.
L'ultimo libro che ha scritto è  New Addresse.

## Vita privata
Nel 1951 conobbe la sua prima moglie, Janice Elwood (? - 1981), si sposarono nel 1954 e vissero in Francia e in Italia  per oltre un anno. La loro figlia, Katherine (Roma 1955). Koch sposò la sua seconda moglie, Karen Culler, nel 1994. Koch è morto nel 2002 di leucemia.

## Opere
- New Addresse (2000)
- Making Your Own Days (1998)
- Straits (1998)
- On the Great Atlantic Rainway: Selected Poems 1950–1988 (1994)
- One Train (1994)
- Seasons on Earth (1987)
- On the Edge (1986)
- Days and Nights (1982)
- The Burning Mystery of Anna in 1951 (1979)
- From the Air (1979)
- The Duplications (1977)
- The Art of Love (1975)
- The Pleasures of Peace and Other Poems (1969)
- When the Sun Tries to Go On (1969)
- Sleeping with Women (1969)
- Poems from 1952 and 1953 (1968)
- Bertha, & other plays (1966)
- Thank You and Other Poems (1962)
- Permanently (1961)
- Ko: or, A Season on Earth (1959)
- Poems (1953)

## Premi
- 1948 (circa) : Premio Glascock
- 1994 : Premio Bollingen
- 2000 : Premio poesia

## Prosa
- Hotel Lambosa and Other Stories (1993)
- I Never Told Anybody: Teaching Poetry Writing in a Nursing Home (1977)
- Interlocking Lives (1970)
- Making Your Own Days: The Pleasures of Reading and Writing Poetry (1998)
- Rose, Where Did You Get That Red? (1973)
- Sleeping on the Wing: An Anthology of Modern Poetry with Essays on Reading and Writing (1981)
- The Red Robins (1975)
- Wishes, Lies and Dreams: Teaching Children to Write Poetry (1970)

## Drama
- A Change of Hearts and Other Plays (1973)
- Bertha and Other Plays (1966)
- One Thousand Avant-Garde Plays (1988)
- Thank You and Other Plays (1962)
- The Gold Standard (1996)
- The Red Robins (1979)